# Ganpatrao Gaekwad
Ganpatrao Gaekwad, indicato anche come Ganpat Rao (Baroda, 1816 – Baroda, 1856), fu maharaja di Baroda dal 1847 al 1856.

## Biografia
Figlio primogenito del maharaja Sayaji Rao Gaekwad II, nacque nel 1816 e succedette al trono dei suoi antenati dopo la morte del genitore nel 1847.
Morì nel 1856 e venne succeduto dal fratello minore, Khanderao II Gaekwad.